# Антони Гауди
Антони Гауди (кат. Antoni Gaudí i Cornet; Реус 25. јун 1852 — Барселона, 10. јун 1926) био је шпански и каталонски архитекта. Познат је по свом јединственом стилу и изузетно индивидуалистичком дизајну, приказаним у више здања у престоници Каталоније, Барселони. Саграда Фамилиа (Sagrada Familia, 1909), његово ремек-дело данас је једно од најпосећенијих споменика у Шпанији. Гаудијев рад достигао је велику распрострањеност и популарност, због чега је дошло до појаве безброј студија посвећених проучавањем баш његовог стваралаштва.
Између 1984. и 2005, седам његових дела је проглашено светском културном баштином Унеска.

## Детињство, младост и образовање
Гауди је рођен у малом градићу Реус, провинција Тарагона, Шпанија, 1852. године. Око његовог тачног места рођења се такмиче градићи Риудомс и Реус, иако већина његових биографа сматра да се родио у Реусу. Потиче из породице казанџија и котлара. Родитељи су му били Франсеск Гауди Сера и Антонија Корнет Бертран.
Гауди је студирао архитектуру на Вишој техничкој школи архитектуре у Барселони од 1873. до 1877. Због недостатка новца, упоредо са студијама, ради као технички цртач и понекад као дизајнер намештаја. Пошто је те послове одлично радио, за различите пројекте га унајмљују двојица познатих каталонских архитеката, Ђузеп Фонтсере и Ђоан Марторељ.
Дипломира 1878. и добија први посао и то за градску расвету Барселоне. Прво велико Гаудијево дело је кућа произвођача опека Мануела Виценса.
Једна од витрина коју је дизајнирао за познату продавницу Кормеља у Барселони, бива изабрана за Универзалну изложбу у Паризу, 1878. године. Тај чин прави заокрет у професионалном и приватном животу младог Гаудија. Еусеби Гуељ, један од уважених послодаваца текстилне индустрије у Каталонији, био је импресиониран елеганцијом и модерним стилом те витрине, те је постао Гаудијев главни клијент и мецена.
Године 1883. Гаудију се обраћају да преузме грађење цркве Саграда Фамилија. Градња те цркве испуњава последње године његовог живота, а сама грађевина је постала симбол његове ревносне, аскетске религиозности, која је била изражена у старости.

## Приватни живот
Антони Гауди је цео живот посветио својој професији и никада се није женио. Као младић се облачио у скупа одела, јео само у најбољим ресторанима, а био је и чест гост у позориштима и операма широм Барселоне. Многи су за њега говорили да је недруштвен, непријатан и арогантан. Сам Гауди је признао да има плаховиту нарав и да је то једина ствар у животу коју није научио да контролише. Међутим они који су му били најближи говорили су да је веран пријатељ, добар саговорник и пријатан човек. Залагао се за независност Каталоније, али никада није желео да се политички ангажује.
Дана 11. септембра 1924. на национални дан Каталоније одржане су демонстрације у Барселони због забране каталонског језика коју је увео диктатор Мигел Примо де Ривера (Miguel Primo de Rivera). Током те демонстрације полиција је претукла и ухапсила Гаудија. Међутим платио је кауцију од педесет пезета и брзо је пуштен из затвора.
Као старији човек Гауди се много променио. Јео је скромно, облачио се у стара, офуцана одела и уопште није водио рачуна о свом изгледу. Заправо толико се није старао о томе како изгледа да су га на улици често мешали са просјацима. Повукао се из друштвеног живота и тотално се посветио свом послу. Бежао је од камера и новинара и зато данас нема много његових фотографија.

### Смрт
Дана 7. јуна 1926. године, Антони Гауди је кренуо у свакодневну шетњу до цркве Светог Филипеа Нерија на исповест и молитву. Док је ишао ка цркви ударио га је трамвај и он је изгубио свест. Због запуштеног изгледа и празних џепова нико га није препознао и зато су га послали у болницу за сиромашне. Пријатељи су га пронашли следећег дана и желели су да га преместе у неку бољу болницу али је он то одбио. Умро је два дана касније 10. јуна 1926. у 74. години. Његова сахрана је била велики догађај. Гомила људи се скупила да се последњи пут поздрави са генијалним архитектом. Сахрањен је у крипти Саграда Фамилије, а на његовој надгробној плочи пише : Антони Гауди, Реус, умро у 74. години, живео примеран живот, изузетан дизајнер овог дивног здања, умро побожно у Барселони 10. јуна 1926, из пепела таквог човека, чекамо васкрсење мртвих.

## Стваралаштво
Гауди и модернизам
Модернистичком препороду каталонске уметности припада и дело архитекте Антонија Гаудија. Меценство породице Гуељ ће му омогућити неограничено експериментисање са стиловима и материјалима. Међу првим резултатима те сарадње ће бити Парк Гуељ (Park Güell) из 1914. године, насеље затвореног типа у предграђу Барселоне, где архитекта користи маштовите органске облике, природне материјале и вишебојну ломљену керамику (тренкадис). И сам Гауди је ту и живео неко време. Парк је прво био део неуспешне комерцијалне стамбене зоне, а касније је претворен у градски врт. Улаз у парк је слободан, али се улаз у Гаудијеву кућу, у којој се налази намештај који је он дизајнирао, плаћа. Кључно место у парку је главна тераса, окружена дугачком клупом у облику морске змије. Велики пролаз на највишој тачки парка пружа најбољи поглед на Барселону. Овај парк је 1969. проглашен историјско-уметничким спомеником од националног интереса, а 1984. УНЕСКО ју је ставио на листу светске баштине.
У уређењу градских кућа Батљо (Casa Batlló) и Мила (Casa Milà), Гауди руши устаљене архитектонске манире. Зграда коју је реновирао Гауди за текстилног магната Јозефа Батљоа је лако препознатљива по својим балконима необичних облика. Богато прочеље, украшено керамиком и стаклом, од националног је интереса, као и необична кровна конструкција валовитог облика, те мали стуб са крстом на врху испод којег је златним словима исписан анаграм "Исус ,Марија и Јосиф". Била је пројектована као породична кућа средњег сталежа. Типичан је пример Гаудијеве архитектуре са неправилним облицима. Велики део фасаде је прекривен мозаицима тренкадис, а кров је лучан и подсећа на леђа змаја. Ова кућа је такође 1969. године проглашена историјско-уметничким спомеником.
Другу грађевину, кућу Мила, конструише разноврсним материјалима дајући јој облик таласа, са балконима налик на морску траву. Камени блокови фасаде су посебно обрађени, а псебан шарм дају и балконске ограде од кованог гвожђа необичне структуре. Унутрашњи део куће није централно повезан, већ је подељен на две целине. Најнеобичније уметничке форме се налазе на крову, димњаци и вентилациони отвори од белог мермера и украсних цигли или обојеног стакла од којих су изведени апстрактни облици модерне уметности. Мотиви су, као и остатак зграде, инспирисани морем. Године 1969. проглашена је историјско-уметничким спомеником од националног интереса, а 1984. године УНЕСКО ју је ставио на листу каталонског националног богатства. Године 1986. зграда је преуређена од стране Fundacio de la Caixa de Catalunya.
Гауди и натурализам
Током овог периода Гауди усавршава сопствени стил, инспирисан је органским облицима у природи. Испробава нова структурна решења која се базирају на његовим истраживањима из геометрије. Своје грађевине базира на основу орнаменталног стила али и себи даје доста слободе.
Гауди најпре гради Касу Калвет у Барселони. Направљена је за познатог произвођача текстила Калвета. Најзанимљивији део зграде је задњи део и њена фасада и декорација ходника и намештаја, који је направљен од потпуно органских материјала. Главна одлика фасаде је то да је направљена од камена, док су терасе начињене од гвожђа. На фасади су најупечатљивији делови са симболичким елементима. Изнад врата се налазе иницијали власника. Галерију подупире чемпрес (симбол гостопримства). На главном спрату, олуци су представљени у облику печурака, зато што је власник био и микологичар. Гауди је ову грађевину базирао на барокном стилу. Кућа Калвет није отворена за обиласке, али се у њој данас налази ресторан.
Под заштитом је УНЕСКА као Светска баштина.
Значајно Гаудијево достигнуће је и рестаурација катедрале Свете Марије у Палми де Мајорци , коју су поручили градски бискупи. Катедрала је првобитно изграђена још у 13. веку у готском стилу. Гауди је склонио олтарски кип који је био у барокном стилу и тако је ставио бискупски престо у први план. Померио је хорске столице из центра просторије у презвитер и тако истакао пут који води до капеле. Он такође додаје нове проповедаонице и уводи електричну струју у катедралу. Скида прозоре у готском стилу и замењује их прозорима у бојеном стаклу. Поставља огроман балдахин изнад главног олтара и осликава га при чему има помоћ својих асистената.
Али поред свих ових достигнућа Гауди напушта овај пројекат због несугласица у вези са једним делом катедрале.
Гауди 1908. године предлаже изградњу Хотела Атракција. Предвиђено је да достигне висину од 360 метара што је за то време било неизводљиво тако да овај пројекат није био спроведен у дело. Данас постоји само скица овог хотела.

## Саграда фамилија
Саграда фамилија (каталонски/шпански: La Sagrada Família, дословно Света породица) је римокатоличка црква у Барселони. Ова грађевина је најзначајније Гаудијево остварење које годишње посети око 3,2 милиона туриста што је чини највећом туристичком атракцијом у Шпанији. Већим делом своје касније каријере, Антони Гауди се бавио изградњом ове необичне цркве, коју није довршио, а где је претворио готски стил у сложену шуму глатких облика и раскошних детаља, са стубовима спиралног облика, сводовима, торњевима ипараболоидним кровом. Како и на Саграда фамилији, тако и на Каса Мили, Гауди комбинује неоготику, органске обилке растиња са искуствима из рада у кованом гвожђу и ствара целине на којима се свесно избегавају праве линије, равне површине и симетрија. Идеја за изградњу ове цркве била је Бокабелова (шп. Josep Maria Bocabella), а пројекат је поверен архитекти Франсиску де Паула дел Виљару (Francisco de Paula del Villar) који је почео са изградњом неоготичке цркве 1882. године. Међутим, Виљар одустаје од пројекта и наредне, 1883. године, га преузима Антони Гауди. Гауди је скоро цео пројекат променио и направио нови дајући му свој препознатљив стил који га је прославио. Када је почео са радом на изградњи цркве, имао је само тридесет једну годину, а од 1915. потпуно се посвећује овом пројекту. Као резултат настаје Саграда фамилија која представља синтезу свих његових архитектонских достигнућа.
Унутрашњост цркве представља шуму, са стубовима који личе на дрвеће чиме се ствара интересантна и чврста структура. Гауди је желео да створи грађевину која ће у исто време бити хармонична и естетски лепа, док ће њену потпору чинити савршена структура. Саграда фамилија је осмишљена тако да има облик латинског крста с пет бродова, а када буде завршена имаће осамнаест вретенасто изграђених кула. Дванаест (од 100m) ће бити посвећено апостолима, четири јеванђелистима, а преостале две Богородици и Исусу Христосу.
Озидана је и покривена таласастим мембранама од танких цигли. Гауди је користио основне елементе готике: шиљасти лук и контрафоре, уздигнуте потпорне лукове и нагиб стубова у зависности од распореда терета на њима. До сада је изграђено осам торњева. Црква има три фасаде. Источна је посвећена Христовом рођењу (фасада Рођења), западна његовом страдању и смрти (фасада Страсти), а главна, јужна, његовом васкрсењу (фасада Славе). На овим фасадама су приказане разне сцене, попут ређења, страдања Христоса, васкрснућа, мотиви из пакла и чистилишта, као и елементи који симболишу седам грехова и седам врлина.
Гауди је ретко правио планове о самој изградњи цркве, а они који су постојали уништени су у Шпанском грађанском рату тридесетих година прошлог века. Саграда фамилија је увршћена на Унескову листу Светске баштине. Сматра се да ће бити завршена 2026. године на стогодишњицу смрти свог архитекте. Гаудијева посвећеност овом делу огледа се у чињеници да је последње године провео у кућици на самом градилишту, као и то да је током 1909. године саградио „Школе Саграда фамилије“ (Las Escuelas de la Sagrada Familia) у оквиру саме цркве због деце радника који су учествовали у изградњи ове велелепне грађевине. Седмог новембра 2010. године папа Бенедикт XVI ју је освештао.
Откако је почела да се гради па до данас, Саграда фамилија је грађена уз помоћ донација и новца од улазница које купују милиони људи широм света само да би видели ово јединствено ремек-дело. И сам Гауди је рекао: „Храм Саграда фамилија је дело у рукама Божијим и у вољи народа.“

## Значај
Гаудијев стваралачки чин задивљује. У историјском сврставању његовог дела у време еклектичке архитектуре и историзма настаје и нараста његова тежња за оригиналношћу, његов до сада чини се недоцењен однос ка научном истраживању, ка психологији, скулптури и сликарству. Привлачи и својим трагањем смисла стила, дакле ка основном принципу архитектонског рада. Гауди ће припоменути градитеље великих стилова, који су трагали за лепотама у непознато.

## Најзначајнији радови
- Кућа Висенс (1878 —1880)
- Палата Гуељ (1885 —1889)
- Терезијански колеџ (1888 —1890)
- Кућа Калвет (1899 —1904)
- Кућа Батљо (1905 —1907)
- Кућа Мила (Педрера) (1905—1907)
- Парк Гуељ (1900 —1914)
- Саграда Фамилија (1884 —1926)

Многи његови радови се налазе у центру Барселоне. Осам дела УНЕСКО је прогласио за светску баштину.
| Најзначајнији радови | Најзначајнији радови | Најзначајнији радови | Најзначајнији радови |
| -------------------- | -------------------- | -------------------- | -------------------- |
|                      |                      |                      |                      |
| Кућа Калвет          | Кућа Мила            | Парк Гуељ            | Саграда Фамилија     |